# Maximus (singer-songwriter)
Maximus (pseudoniem van Yannick Uyttenhove, Ardooie, 15 juni 1977) is een Vlaams singer-songwriter en (contra)bassist. Hij werkte als bassist samen met Luka Bloom, Garland Jeffreys, John Watts (Fischer-Z), Racoon en Trixie Whitley. Van 2001 tot in 2007 maakte hij deel uit van Skitsoy, de metalband van Franky De Smet-Van Damme van Channel Zero.

## Maximus met band (2008-2016)
Na de opheffing van Skitsoy in 2007, waar Maximus basgitaar speelde, bracht hij in 2008 zijn debuutalbum Maximus uit, opgenomen in Lund, Zweden met producer Jens Lodén, waar de singles 'Pornstar Tity', 'Love Supercat Mindy' en 'Good Vibrations' van afkomstig zijn. Hij speelde solo in het voorprogramma van Novastar tijdens diens tournee door Nederland en België, en opende Humo's Pop Poll in het Sportpaleis (Antwerpen). Hij groeide snel uit tot een van de favorieten van de Radio 1-luisteraars, die hem op #8 plaatsten in de hitlijst Vox.
In 2010 bracht hij zijn tweede soloplaat Mesmerize uit waarvan de singles 'One of Us' en 'Claudia' afkomstig zijn. De singles voerde hij op tv uit in een aflevering van De laatste show (Eén). Hij werd ook geïnterviewd door Claudia de Breij van de Nederlandse radiozender 3FM.
Na een theatertournee met sportpresentator Karl Vannieuwkerke bracht Maximus in 2016 de ep Maple Leaf Sessions uit. Zijn begeleidingsband tijdens liveshows bestond uit drummer-producer Jan Chantrain en toetsenist Sigert De Jean.

## Solo(2017-heden)
In 2017 besliste Maximus om als bassist solo te gaan optreden. Hij trad onder andere op in Paradiso te Amsterdam.  Ondertussen werden de singles 'Ardooie' en 'Sabrina' uitgebracht.  
Het wielerprogramma Vive le vélo nodigde Maximus uit om in hun talkshow 'Madame' van Claude Barzotti solo op contrabas te spelen op de Koppenberg, dit voor de uitzending van de Ronde van Vlaanderen. Ondertussen tourde Maximus ook met de eindejaarsshow van Otto-Jan Ham, zowel in 2021 als in 2022. 
In de zomer van 2022 stuurde hij een demo naar de Amerikaanse topdrummer Jeffrey Clemens in Nashville (G. Love & Special Sauce, Dan Auerbach, Hermanos Guitierrez). Samen namen ze in België acht nummers op. Dit resulteerde in een allereerste platencontract met de Nederlandse muziekproducent Hans Kusters op zijn label Hans Kusters Music. De eerste single 'Mijne velo', een bewerking van een song uit 1971 van Willem Vermandere, werd door het wielerprogramma Vive le Vélo opgepikt en de song werd opnieuw live in het programma gespeeld, ditmaal vanop de Paterberg. 
Monkeyman Bookings nam de artiest in haar roster op voor de concerten in Nederland. In Vlaanderen tourde Maximus heel intens, waaronder grote business events van Club Brugge, Racing Genk en Unizo. Voor Unizo West-Vlaanderen mocht de Westvlaming het campagnelied schrijven voor het 'Weekend van de Klant'. 'Winkelt mor alier' werd op de nationale radio gedraaid. Ook K3 vroeg Maximus om twee songs te componeren voor hun volgend album.